# فرولوف
شهر فرولوف (به روسی: Фролово) در کشور روسیه و در اوبلاست ولگوگراد واقع شده‌است.